# Сан Бјазе (Козенца)
Сан Бјазе је насеље у Италији у округу Козенца, региону Калабрија.
Према процени из 2011. у насељу је живело 637 становника. Насеље се налази на надморској висини од 523 м.